# Nordborg
Nordborg (Duits:Norburg) is een plaats en voormalige gemeente in Denemarken. Nordborg ligt op het eiland Als. / Alsen

## Voormalige gemeente
De oppervlakte bedroeg 124,78 km². De gemeente telde 13.956 inwoners waarvan 7089 mannen en 6867 vrouwen (cijfers 2005).
De voormalige gemeente behoort sinds 2007 tot gemeente Sønderborg.

## Plaats
De plaats Nordborg telt 7157 inwoners (2008). Bezienswaardig is het Nordborg slot.
- Gemeinsame Normdatei: 4759989-3
- MusicBrainz: 2941a0fc-b339-4666-9c79-46794a4df933
- Nationale Bibliotheek van Israël: 987008501888605171
- Virtual International Authority File: 133121768
- WorldCat: E39PBJqbqfXHfPD9TRHFFWjHmd